# 모여라 딩동댕
모여라 딩동댕은 방송 되었던 EBS 1TV 어린이 프로그램이다.

## 방송 일정
| 방송 채널 | 방송 기간                                                           | 방송 시간                           |
| --------- | ------------------------------------------------------------------- | ----------------------------------- |
| EBS 1TV   | 2000년 10월 7일 ~ 2001년 3월 31일                                   | 매주 토요일 아침 8:25 ~ 8:55 (30분) |
| EBS 1TV   | 2004년 3월 6일 ~ 2006년 3월 11일                                    | 매주 토요일 아침 8:25 ~ 8:55 (30분) |
| EBS 1TV   | 2001년 4월 7일 ~ 2001년 8월 25일                                    | 매주 토요일 아침 8:10 ~ 8:30 (20분) |
| EBS 1TV   | 2001년 9월 1일 ~ 2002년 2월 23일                                    | 매주 토요일 아침 8:50 ~ 9:05 (15분) |
| EBS 1TV   | 2002년 3월 2일 ~ 2003년 8월 30일                                    | 매주 토요일 아침 9:00 ~ 9:30 (30분) |
| EBS 1TV   | 2003년 9월 6일 ~ 2004년 2월 28일                                    | 매주 토요일 아침 8:05 ~ 8:25 (20분) |
| EBS 1TV   | 2006년 3월 18일 ~ 2007년 8월 25일                                   | 매주 토요일 아침 8:00 ~ 8:40 (40분) |
| EBS 1TV   | 2007년 9월 1일 ~ 2020년 8월 22일 2020년 10월 10일 ~ 2023년 4월 1일  | 매주 토요일 아침 8:30 ~ 9:00 (30분) |
| EBS 1TV   | 2023년 4월 9일 ~ 2023년 11월 12일 2024년 6월 23일 ~ 2024년 11월 3일 | 매주 일요일 아침 8:30 ~ 9:00 (30분) |

## 역대 번개맨
| 역대 | 성명   | 출연 기간                         |
| ---- | ------ | --------------------------------- |
| 1대  | 서주성 | 2000년 10월 7일 ~ 2013년 9월 14일 |
| 2대  | 서지훈 | 2013년 9월 21일 ~ 2016년 9월 17일 |
| 3대  | 서홍석 | 2016년 9월 17일 ~ 2020년 8월 22일 |
| 4대  | 허만   | 2020년 10월 10일 ~ 현재           |
| 5대  | 미정   |                                   |
| 영화 | 정현진 | 2016년 2월 11일                   |

## 우주탐험대 [2024.6.23 ~ 현재]
- 김종석 : 뚝딱이 아빠 역
- 허만 : 번개맨 역
- 최미령 : 아차 역
- 이훈진 : 아차차 역
- 유하연 : 루리 역
- 이유영 : 별별박사 역
- 정우재 : 번개멍 역
- 김수미 : 잘난박사 역
- 구익희 : 조수 역
- 조찬미/아서윤 : 뚝딱이 목소리 역

## 번개학교 [2022.11.26 ~ 2023.11.12]
- 김종석 : 뚝딱이 아빠 역
- 허만 : 번개맨 역
- 강주은 : 반짝이 역
- 최미령 : 아차 역
- 이훈진 : 아차차 역
- 이유영 : 아라 역
- 김재훈 : 다조아 역
- 김수미 : 도라라 공주 역
- 최초룡 : 바람풍 역
- 박영남/정미경 : 뚝딱이 역
- 채효진  : 콩쥐 역 - 2023년 5월 첫 등장 하였다.

## 번개파워 번개맨 [2020.10.10 ~2022.02.26]
- 김종석 : 뚝딱이 아빠 역
- 허만 : 번개맨 역
- 강주은 : 반짝이 역
- 최미령 : 아차 역
- 이훈진 : 아차차 역
- 이유영 : 아라 역
- 김재훈 : 재미쏭 역
- 김보미 : 노랑 별나무 역
- 구다빈 : 빨강 별나무 역
- 조찬미/이서윤 : 반짝 뚝딱이 역
- 김윤후 : 멀티 역

## 번개타운 [2016.03.05 ~ 2020.08.29]
- 김종석 : 뚝딱이 아빠 역
- 서지훈→서홍석 : 번개맨 역
- 한아련→정승민 : 번개걸 역
- 유수호 : 마리오 역
- 최오식 : 나잘난 역
- 이상철 : 더잘난 역
- 김수미 : 피어나 역
- 김주희→황바울 : 올라 역
- 변화준/김정애 : 펌핑조이 역
- 박초아/이서윤 : 뚝딱이 역
- 우지희→최미령 : 레드문 역

## 장난감 나라 조이랜드 [2012.03.31 ~ 2016.02.29]
- 김종석 : 뚝딱이 아빠 역
- 서주성→서지훈 : 번개맨 역
- 한아련 : 번개걸 역
- 최미령 : 레드문 역
- 유수호 : 마리오 역
- 최오식 : 나잘난 역
- 이상철 : 더잘난 역
- 김수미 : 깜찍땡이→땡이 역
- 김주희 : 꽃남별이→별이 역
- 박보미→우지희 : 공주달이→달이 역
- 전소라→변화준/김정애 : 콩콩조이 역
- 박초아/이서윤 : 뚝딱이 역

## 와글와글 꾸러기 마을 [2007.03.03 ~ 2012.03.25]
- 김종석 : 뚝딱이 아빠 역
- 서주성 : 번개맨 역
- 최오식 : 나잘난맨 역
- 박지훈 : 떼굴이 역
- 유수호 : 천재 역
- 정지순 : 어벙이 역
- 이상철 : 미남이 역
- 장다윤→이효원→이두리 : 공주 역
- 양재희→송경화→강남영→손명은→김수미 : 깜찍이 역
- 정미경 : 뚝딱이 역

### 이전 출연진
- 조정연 : 심퉁이 역
- 유병희 : 단역 역
- 장다윤 : 상큼이 역
- 정은지 : 나라 역
- 김주희 : 블랙우먼 역
- 이장미 : 라라 역

## 못말리는 꾸러기들 [2005.03.05 ~ 2007.02.24]
- 김종석 : 뚝딱이 아빠 역
- 서주성 : 번개맨 역
- 이병준→조정연 : 번쩍맨 역
- 김주희 : 블랙우먼 역
- 유수호 : 오천재 역
- 정지순 : 왕어벙 역
- 유선희 : 안깜찍 역
- 이상철 : 나미남 역
- 정은지 : 신나라 역
- 장다윤 : 공주 역
- 유병희 : 단역 역
- 이서윤 : 뚝딱이 역

#### 이전 출연진
- 정인선 : 동이 역

## 방영 목록

### 시즌 1
2000년
2001년
2002년
2003년
2004년
2005년
2006년
2007년
2008년
2009년
2010년
2011년
2012년
2013년
2014년
2015년
2016년
2017년
2018년
2019년
2020년

### 시즌 2
2020년
2021년
2022년
2023년
2024년